# Sapho (film, 1934)
Pour les articles homonymes, voir Sapho.
Pour plus de détails, voir Fiche technique et Distribution.
Sapho est un film français réalisé par Léonce Perret et sorti en 1934. 
Il est considéré comme son meilleur film parlant, et fait l'objet d'un remake en 1971: Sapho ou la Fureur d'aimer.

## Synopsis
Un jeune homme de province rencontre une jeune fille lors d'un bal travesti, et en tombe amoureux, mais il apprend plus tard qu'elle a eu d'autres aventures.

## Fiche technique
- Réalisation : Léonce Perret
- Assistant réalisation : Victor Tourjanski
- Scénario : Léonce Perret, d'après la pièce de théâtre d'Alphonse Daudet et Adolphe Belot
- Photographie : Victor Arménise, Robert Lefebvre
- Musique : Reynaldo Hahn
- Distribution : Pathé Consortium Cinéma
- Pays d'origine : France
- Format :  Noir et blanc - 1,37:1 - 35 mm - Son mono
- Genre : Drame
- Durée : 90 minutes
- Dates de sortie : 
  - France : 7 avril 1934

## Distribution
- Mary Marquet : Fanny Legrand
- Jean-Max : Dechelette
- Marcelle Praince : Rosa
- François Rozet : Jean Gaussin
- Camille Bert : Caoudal
- Madame Ahnar : Pilar
- Nadia Sibirskaïa : La fille
- Marguerite Ducouret : Madame Hettema
- Jacqueline Made : Alice Doré
- Marfa Dhervilly : Clara
- Charlotte Clasis : Divonne
- Yvonne Mirval : Wilkie Cab
- Germaine Montero : Madame Sombreuse (créditée sous le nom de Germaine Heygel)
- Lucien Brûlé : De Potter
- Jean Bara : Le petit Joseph
- Fernand Charpin : Césaire
- Georges Morton : Le père Legrand
- Marcel Carpentier : Monsieur Hettema
- André Perchicot : Paulus
- Ky Duyen : Le domestique